# Benkelman
Benkelman és una població dels Estats Units a l'estat de Nebraska. Segons el cens del 2000 tenia 1.006 habitants.

## Demografia
Segons el cens del 2000, Benkelman tenia 1.006 habitants, 458 habitatges, i 266 famílies. La densitat de població era de 491,7 habitants per km².
Dels 458 habitatges en un 24% hi vivien nens de menys de 18 anys, en un 51,3% hi vivien parelles casades, en un 5,5% dones solteres, i en un 41,9% no eren unitats familiars. En el 38,6% dels habitatges hi vivien persones soles el 24,7% de les quals corresponia a persones de 65 anys o més que vivien soles. El nombre mitjà de persones vivint en cada habitatge era de 2,07 i el nombre mitjà de persones que vivien en cada família era de 2,76.
Per edats la població es repartia de la següent manera: un 20% tenia menys de 18 anys, un 5,9% entre 18 i 24, un 21,1% entre 25 i 44, un 23,4% de 45 a 60 i un 29,7% 65 anys o més.
L'edat mediana era de 47 anys. Per cada 100 dones de 18 o més anys hi havia 75 homes.
La renda mediana per habitatge era de 27.788 $ i la renda mediana per família de 37.813 $. Els homes tenien una renda mediana de 26.741 $ mentre que les dones 19.107 $. La renda per capita de la població era de 16.700 $. Aproximadament el 7,4% de les famílies i l'11,9% de la població estaven per davall del llindar de pobresa.

## Poblacions més properes
El següent diagrama mostra les poblacions més properes.